# Tour de Suisse 2021
Tour de Suisse 2021 – 84. edycja kolarskiego wyścigu Tour de Suisse, która odbyła się w dniach od 6 do 13 czerwca 2021 na liczącej ponad 1015 kilometrów trasie składającej się z 8 etapów i biegnącej z Frauenfeld do miasta Andermatt. Impreza kategorii 2.UWT była częścią UCI World Tour 2021.

## Etapy
| Etap | Data   | Start – Meta                                 | type                                | Dystans (km) | Suma wzniesień (m) | Zwycięzca etapu      | Lider                |
| ---- | ------ | -------------------------------------------- | ----------------------------------- | ------------ | ------------------ | -------------------- | -------------------- |
| 1    | 6 cze  | Frauenfeld – Frauenfeld                      | jazda indywidualna na czas          | 10,84        | 36 m               | Stefan Küng          | Stefan Küng          |
| 2    | 7 cze  | Neuhausen am Rheinfall – Lachen (Szwajcaria) | pagórkowaty                         | 173          | 2375 m             | Mathieu van der Poel | Stefan Küng          |
| 3    | 8 cze  | Lachen (Szwajcaria) – Pfaffnau               | pagórkowaty                         | 185          | 2492 m             | Mathieu van der Poel | Mathieu van der Poel |
| 4    | 9 cze  | St. Urban – Gstaad                           | pagórkowaty                         | 171          | 1940 m             | Stefan Bissegger     | Mathieu van der Poel |
| 5    | 10 cze | Gstaad – Leukerbad                           | górski                              | 172          | 2501 m             | Richard Carapaz      | Richard Carapaz      |
| 6    | 11 cze | Andermatt – Disentis                         | górski                              | 130          | 2715 m             | Andreas Kron         | Richard Carapaz      |
| 7    | 12 cze | Disentis – Andermatt                         | jazda indywidualna na czas pod górę | 23,2         | 654 m              | Rigoberto Urán       | Richard Carapaz      |
| 8    | 13 cze | Andermatt – Andermatt                        | górski                              | 160          | 3517 m             | Gino Mäder           | Richard Carapaz      |

## Uczestnicy

### Drużyny
| WorldTeams (19)- AG2R Citroën Team - Astana-Premier Tech - Bahrain Victorious - Bora-Hansgrohe - Cofidis - Deceuninck-Quick Step - EF Education-Nippo - Groupama-FDJ - Ineos Grenadiers - Intermarché-Wanty-Gobert Matériaux - Israel Start-Up Nation - Jumbo-Visma - Lotto Soudal - Movistar Team - Team BikeExchange - Team DSM - Qhubeka Assos - Trek-Segafredo - UAE Team Emirates ProTeams (3)- Alpecin-Fenix - Rally Cycling - Total Direct Énergie Reprezentacja- Szwajcaria |
| |

### Lista startowa
| Ineos Grenadiers IGD | Ineos Grenadiers IGD  | Ineos Grenadiers IGD |
| -------------------- | --------------------- | -------------------- |
| Nr                   | Kolarz                | Miejsce              |
| 1                    | Richard Carapaz (ECU) | 1.                   |
| 2                    | Rohan Dennis (AUS)    | 37.                  |
| 3                    | Michał Gołaś (POL)    | 106.                 |
| 4                    | Sebastián Henao (COL) | 51.                  |
| 5                    | Pawieł Siwakow (RUS)  | 46.                  |
| 6                    | Edward Dunbar (IRL)   | 12.                  |
| 7                    | Luke Rowe (GBR)       | 107.                 |

| Deceuninck-Quick Step DQT | Deceuninck-Quick Step DQT        | Deceuninck-Quick Step DQT |
| ------------------------- | -------------------------------- | ------------------------- |
| Nr                        | Kolarz                           | Miejsce                   |
| 11                        | Julian Alaphilippe (FRA) (szosa) | DNS-8                     |
| 12                        | Mattia Cattaneo (ITA)            | 9.                        |
| 13                        | Tim Declercq (BEL)               | 76.                       |
| 14                        | Dries Devenyns (BEL)             | 47.                       |
| 15                        | Álvaro Hodeg (COL)               | DNF-6                     |
| 16                        | Jannik Steimle (GER)             | 85.                       |
| 17                        | Mauri Vansevenant (BEL)          | 64.                       |

| Jumbo-Visma TJV | Jumbo-Visma TJV            | Jumbo-Visma TJV |
| --------------- | -------------------------- | --------------- |
| Nr              | Kolarz                     | Miejsce         |
| 21              | Tom Dumoulin (NED)         | 41.             |
| 22              | Gijs Leemreize (NED)       | 28.             |
| 23              | Sam Oomen (NED)            | 8.              |
| 24              | Christoph Pfingsten (GER)  | 75.             |
| 25              | Mike Teunissen (NED)       | 35.             |
| 26              | Antwan Tolhoek (NED)       | 25.             |
| 27              | Nathan Van Hooydonck (BEL) | 80.             |

| UAE Team Emirates UAD | UAE Team Emirates UAD       | UAE Team Emirates UAD |
| --------------------- | --------------------------- | --------------------- |
| Nr                    | Kolarz                      | Miejsce               |
| 31                    | Marc Hirschi (SUI)          | 36.                   |
| 32                    | Ryan Gibbons (RSA)          | 29.                   |
| 33                    | Rui Costa (POR) (szosa)     | 7.                    |
| 34                    | Juan Sebastián Molano (COL) | DNS-5                 |
| 35                    | David de la Cruz (ESP)      | 66.                   |
| 36                    | Cristian Camilo Muñoz (COL) | 38.                   |
| 37                    | Oliviero Troia (ITA)        | 113.                  |

| Alpecin-Fenix AFC | Alpecin-Fenix AFC                  | Alpecin-Fenix AFC |
| ----------------- | ---------------------------------- | ----------------- |
| Nr                | Kolarz                             | Miejsce           |
| 41                | Mathieu van der Poel (NED) (szosa) | DNS-6             |
| 42                | Silvan Dillier (SUI)               | 34.               |
| 43                | Xandro Meurisse (BEL)              | 17.               |
| 44                | Floris De Tier (BEL)               | 110.              |
| 45                | Ben Tulett (GBR)                   | DNS-7             |
| 46                | Petr Vakoč (CZE)                   | 56.               |
| 47                | Otto Vergaerde (BEL)               | DNS-7             |

| Bora-Hansgrohe BOH | Bora-Hansgrohe BOH          | Bora-Hansgrohe BOH |
| ------------------ | --------------------------- | ------------------ |
| Nr                 | Kolarz                      | Miejsce            |
| 51                 | Maximilian Schachmann (GER) | 4.                 |
| 52                 | Jordi Meeus (BEL)           | 123.               |
| 53                 | Anton Palzer (GER)          | 49.                |
| 54                 | Matteo Fabbro (ITA)         | 22.                |
| 55                 | Marcus Burghardt (GER)      | 53.                |
| 56                 | Matthew Walls (GBR)         | 119.               |
| 57                 | Maciej Bodnar (POL)         | DNF-8              |

| Trek-Segafredo TFS | Trek-Segafredo TFS   | Trek-Segafredo TFS |
| ------------------ | -------------------- | ------------------ |
| Nr                 | Kolarz               | Miejsce            |
| 61                 | Nicola Conci (ITA)   | 73.                |
| 62                 | Niklas Eg (DEN)      | 16.                |
| 63                 | Alexander Kamp (DEN) | 91.                |
| 64                 | Alex Kirsch (LUX)    | 82.                |
| 65                 | Antonio Nibali (ITA) | 86.                |
| 66                 | Edward Theuns (BEL)  | 95.                |
| 67                 | Antonio Tiberi (ITA) | DNF-6              |

| Bahrain Victorious TBV | Bahrain Victorious TBV    | Bahrain Victorious TBV |
| ---------------------- | ------------------------- | ---------------------- |
| Nr                     | Kolarz                    | Miejsce                |
| 71                     | Gino Mäder (SUI)          | 27.                    |
| 72                     | Wout Poels (NED)          | 31.                    |
| 73                     | Fred Wright (GBR)         | 57.                    |
| 74                     | Eros Capecchi (ITA)       | 109.                   |
| 75                     | Hermann Pernsteiner (AUT) | 18.                    |
| 76                     | Domen Novak (SLO)         | 101.                   |
| 77                     | Stephen Williams (GBR)    | 43.                    |

| AG2R Citroën Team ACT | AG2R Citroën Team ACT  | AG2R Citroën Team ACT |
| --------------------- | ---------------------- | --------------------- |
| Nr                    | Kolarz                 | Miejsce               |
| 81                    | Mathias Frank (SUI)    | 94.                   |
| 82                    | Bob Jungels (LUX)      | 19.                   |
| 83                    | Nans Peters (FRA)      | 26.                   |
| 84                    | Benoît Cosnefroy (FRA) | 87.                   |
| 85                    | Marc Sarreau (FRA)     | 104.                  |
| 86                    | Michael Schär (SUI)    | 39.                   |
| 87                    | Damien Touzé (FRA)     | 89.                   |

| Movistar Team MOV | Movistar Team MOV         | Movistar Team MOV |
| ----------------- | ------------------------- | ----------------- |
| Nr                | Kolarz                    | Miejsce           |
| 91                | Marc Soler (ESP)          | 79.               |
| 92                | Héctor Carretero (ESP)    | 59.               |
| 93                | Iván García Cortina (ESP) | 33.               |
| 94                | Sergio Samitier (ESP)     | 61.               |
| 95                | Johan Jacobs (SUI)        | 96.               |
| 96                | Juan Diego Alba (COL)     | 120.              |
| 97                | Gonzalo Serrano (ESP)     | 13.               |

| Israel Start-Up Nation ISN | Israel Start-Up Nation ISN | Israel Start-Up Nation ISN |
| -------------------------- | -------------------------- | -------------------------- |
| Nr                         | Kolarz                     | Miejsce                    |
| 101                        | Guillaume Boivin (CAN)     | 58.                        |
| 102                        | James Piccoli (CAN)        | 63.                        |
| 103                        | Michael Woods (CAN)        | 5.                         |
| 104                        | André Greipel (GER)        | 118.                       |
| 105                        | Hugo Hofstetter (FRA)      | 93.                        |
| 106                        | Rick Zabel (GER)           | 116.                       |
| 107                        | Sep Vanmarcke (BEL)        | DNF-8                      |

| BikeExchange BEX | BikeExchange BEX            | BikeExchange BEX |
| ---------------- | --------------------------- | ---------------- |
| Nr               | Kolarz                      | Miejsce          |
| 111              | Michael Matthews (AUS)      | 32.              |
| 112              | Esteban Chaves (COL)        | 10.              |
| 113              | Luke Durbridge (AUS)        | DNS-6            |
| 114              | Lucas Hamilton (AUS)        | DNS-6            |
| 115              | Amund Grøndahl Jansen (NOR) | DNS-6            |
| 116              | Jack Bauer (NZL)            | DNS-6            |
| 117              | Dion Smith (NZL)            | 83.              |

| Astana-Premier Tech APT | Astana-Premier Tech APT | Astana-Premier Tech APT |
| ----------------------- | ----------------------- | ----------------------- |
| Nr                      | Kolarz                  | Miejsce                 |
| 121                     | Jakob Fuglsang (DEN)    | 3.                      |
| 122                     | Stefan de Bod (RSA)     | 24.                     |
| 123                     | Manuele Boaro (ITA)     | DNS-8                   |
| 124                     | Jewgienij Gidicz (KAZ)  | DNF-8                   |
| 125                     | Hugo Houle (CAN)        | 30.                     |
| 126                     | Omar Fraile (ESP)       | DNF-8                   |
| 127                     | Jonas Gregaard (DEN)    | 45.                     |

| Groupama-FDJ GFC | Groupama-FDJ GFC                | Groupama-FDJ GFC |
| ---------------- | ------------------------------- | ---------------- |
| Nr               | Kolarz                          | Miejsce          |
| 131              | Stefan Küng (SUI) (szosa i ITT) | 40.              |
| 132              | Matteo Badilatti (SUI)          | 44.              |
| 133              | Alexys Brunel (FRA)             | DNS-4            |
| 134              | Fabian Lienhard (SUI)           | DNF-8            |
| 135              | Tobias Ludvigsson (SWE)         | DNF-8            |
| 136              | Jake Stewart (GBR)              | 97.              |
| 137              | Benjamin Thomas (FRA)           | DNF-8            |

| Cofidis COF | Cofidis COF               | Cofidis COF |
| ----------- | ------------------------- | ----------- |
| Nr          | Kolarz                    | Miejsce     |
| 141         | Christophe Laporte (FRA)  | DNS-7       |
| 142         | Tom Bohli (SUI)           | 117.        |
| 143         | Jean-Pierre Drucker (LUX) | 100.        |
| 144         | Rubén Fernández (ESP)     | 54.         |
| 145         | Rémy Rochas (FRA)         | 70.         |
| 146         | Szymon Sajnok (POL)       | 121.        |
| 147         | Jelle Wallays (BEL)       | 105.        |

| Qhubeka Assos TQA | Qhubeka Assos TQA                 | Qhubeka Assos TQA |
| ----------------- | --------------------------------- | ----------------- |
| Nr                | Kolarz                            | Miejsce           |
| 151               | Domenico Pozzovivo (ITA)          | 6.                |
| 152               | Simon Clarke (AUS)                | 74.               |
| 153               | Nicholas Dlamini (RSA)            | DNF-8             |
| 154               | Kilian Frankiny (SUI)             | 60.               |
| 155               | Connor Brown (NZL)                | 124.              |
| 156               | Reinardt Janse van Rensburg (RSA) | DNF-8             |
| 157               | Andreas Stokbro (DEN)             | 99.               |

| Lotto-Soudal LTS | Lotto-Soudal LTS         | Lotto-Soudal LTS |
| ---------------- | ------------------------ | ---------------- |
| Nr               | Kolarz                   | Miejsce          |
| 161              | John Degenkolb (GER)     | 103.             |
| 162              | Filippo Conca (ITA)      | DNS-7            |
| 163              | Andreas Kron (DEN)       | 20.              |
| 164              | Florian Vermeersch (BEL) | 88.              |
| 165              | Maxim Van Gils (BEL)     | 50.              |
| 166              | Viktor Verschaeve (BEL)  | DNF-8            |
| 167              | Kobe Goossens (BEL)      | 81.              |

| Total Direct Énergie TDE | Total Direct Énergie TDE   | Total Direct Énergie TDE |
| ------------------------ | -------------------------- | ------------------------ |
| Nr                       | Kolarz                     | Miejsce                  |
| 171                      | Pierre Latour (FRA)        | 11.                      |
| 172                      | Fabien Doubey (FRA)        | 72.                      |
| 173                      | Edvald Boasson Hagen (NOR) | DNS-1                    |
| 174                      | Víctor de la Parte (ESP)   | 21.                      |
| 175                      | Julien Simon (FRA)         | 62.                      |
| 176                      | Anthony Turgis (FRA)       | 84.                      |
| 177                      | Alexis Vuillermoz (FRA)    | DNF-7                    |

| Team DSM DSM | Team DSM DSM                   | Team DSM DSM |
| ------------ | ------------------------------ | ------------ |
| Nr           | Kolarz                         | Miejsce      |
| 181          | Tiesj Benoot (BEL)             | 15.          |
| 182          | Thymen Arensman (NED)          | 55.          |
| 183          | Romain Combaud (FRA)           | 68.          |
| 184          | Mark Donovan (GBR)             | 48.          |
| 185          | Søren Kragh Andersen (DEN)     | 69.          |
| 186          | Andreas Leknessund (NOR) (ITT) | 23.          |
| 187          | Jasha Sütterlin (GER)          | 65.          |

| EF Education-Nippo EFN | EF Education-Nippo EFN    | EF Education-Nippo EFN |
| ---------------------- | ------------------------- | ---------------------- |
| Nr                     | Kolarz                    | Miejsce                |
| 191                    | Rigoberto Urán (COL)      | 2.                     |
| 192                    | Stefan Bissegger (SUI)    | 90.                    |
| 193                    | Neilson Powless (USA)     | 14.                    |
| 194                    | Alex Howes (USA)          | 92.                    |
| 195                    | Sebastian Langeveld (NED) | DNF-6                  |
| 196                    | Jonas Rutsch (GER)        | 108.                   |
| 197                    | Thomas Scully (NZL)       | 115.                   |

| Intermarché-Wanty-Gobert Matériaux IWG | Intermarché-Wanty-Gobert Matériaux IWG | Intermarché-Wanty-Gobert Matériaux IWG |
| -------------------------------------- | -------------------------------------- | -------------------------------------- |
| Nr                                     | Kolarz                                 | Miejsce                                |
| 201                                    | Jan Hirt (CZE)                         | DNS-4                                  |
| 202                                    | Maurits Lammertink (NED)               | DNS-4                                  |
| 203                                    | Simone Petilli (ITA)                   | DNS-4                                  |
| 204                                    | Baptiste Planckaert (BEL)              | DNS-4                                  |
| 205                                    | Lorenzo Rota (ITA)                     | DNS-4                                  |
| 206                                    | Pieter Vanspeybrouck (BEL)             | DNS-4                                  |
| 207                                    | Georg Zimmermann (GER)                 | DNS-4                                  |

| Rally Cycling RLY | Rally Cycling RLY       | Rally Cycling RLY |
| ----------------- | ----------------------- | ----------------- |
| Nr                | Kolarz                  | Miejsce           |
| 211               | Ben King (USA)          | 77.               |
| 212               | Nickolas Zukowsky (CAN) | 98.               |
| 213               | Rob Britton (CAN)       | 78.               |
| 214               | Gavin Mannion (USA)     | 52.               |
| 215               | Kyle Murphy (USA)       | DNF-8             |
| 216               | Joseph Rosskopf (USA)   | 67.               |
| 217               | Matteo Dal-Cin (CAN)    | 122.              |

| Szwajcaria SUI | Szwajcaria SUI  | Szwajcaria SUI |
| -------------- | --------------- | -------------- |
| Nr             | Kolarz          | Miejsce        |
| 221            | Simon Pellaud   | DNS-6          |
| 222            | Kevin Kuhn      | 112.           |
| 223            | Claudio Imhof   | 114.           |
| 224            | Lukas Rüegg     | 102.           |
| 225            | Cyrille Thièry  | 111.           |
| 226            | Joël Suter      | 71.            |
| 227            | Roland Thalmann | 42.            |

| Ineos Grenadiers IGD | Ineos Grenadiers IGD  | Ineos Grenadiers IGD |
| -------------------- | --------------------- | -------------------- |
| Nr                   | Kolarz                | Miejsce              |
| 1                    | Richard Carapaz (ECU) | 1.                   |
| 2                    | Rohan Dennis (AUS)    | 37.                  |
| 3                    | Michał Gołaś (POL)    | 106.                 |
| 4                    | Sebastián Henao (COL) | 51.                  |
| 5                    | Pawieł Siwakow (RUS)  | 46.                  |
| 6                    | Edward Dunbar (IRL)   | 12.                  |
| 7                    | Luke Rowe (GBR)       | 107.                 |

| Deceuninck-Quick Step DQT | Deceuninck-Quick Step DQT        | Deceuninck-Quick Step DQT |
| ------------------------- | -------------------------------- | ------------------------- |
| Nr                        | Kolarz                           | Miejsce                   |
| 11                        | Julian Alaphilippe (FRA) (szosa) | DNS-8                     |
| 12                        | Mattia Cattaneo (ITA)            | 9.                        |
| 13                        | Tim Declercq (BEL)               | 76.                       |
| 14                        | Dries Devenyns (BEL)             | 47.                       |
| 15                        | Álvaro Hodeg (COL)               | DNF-6                     |
| 16                        | Jannik Steimle (GER)             | 85.                       |
| 17                        | Mauri Vansevenant (BEL)          | 64.                       |

| Jumbo-Visma TJV | Jumbo-Visma TJV            | Jumbo-Visma TJV |
| --------------- | -------------------------- | --------------- |
| Nr              | Kolarz                     | Miejsce         |
| 21              | Tom Dumoulin (NED)         | 41.             |
| 22              | Gijs Leemreize (NED)       | 28.             |
| 23              | Sam Oomen (NED)            | 8.              |
| 24              | Christoph Pfingsten (GER)  | 75.             |
| 25              | Mike Teunissen (NED)       | 35.             |
| 26              | Antwan Tolhoek (NED)       | 25.             |
| 27              | Nathan Van Hooydonck (BEL) | 80.             |

| UAE Team Emirates UAD | UAE Team Emirates UAD       | UAE Team Emirates UAD |
| --------------------- | --------------------------- | --------------------- |
| Nr                    | Kolarz                      | Miejsce               |
| 31                    | Marc Hirschi (SUI)          | 36.                   |
| 32                    | Ryan Gibbons (RSA)          | 29.                   |
| 33                    | Rui Costa (POR) (szosa)     | 7.                    |
| 34                    | Juan Sebastián Molano (COL) | DNS-5                 |
| 35                    | David de la Cruz (ESP)      | 66.                   |
| 36                    | Cristian Camilo Muñoz (COL) | 38.                   |
| 37                    | Oliviero Troia (ITA)        | 113.                  |

| Alpecin-Fenix AFC | Alpecin-Fenix AFC                  | Alpecin-Fenix AFC |
| ----------------- | ---------------------------------- | ----------------- |
| Nr                | Kolarz                             | Miejsce           |
| 41                | Mathieu van der Poel (NED) (szosa) | DNS-6             |
| 42                | Silvan Dillier (SUI)               | 34.               |
| 43                | Xandro Meurisse (BEL)              | 17.               |
| 44                | Floris De Tier (BEL)               | 110.              |
| 45                | Ben Tulett (GBR)                   | DNS-7             |
| 46                | Petr Vakoč (CZE)                   | 56.               |
| 47                | Otto Vergaerde (BEL)               | DNS-7             |

| Bora-Hansgrohe BOH | Bora-Hansgrohe BOH          | Bora-Hansgrohe BOH |
| ------------------ | --------------------------- | ------------------ |
| Nr                 | Kolarz                      | Miejsce            |
| 51                 | Maximilian Schachmann (GER) | 4.                 |
| 52                 | Jordi Meeus (BEL)           | 123.               |
| 53                 | Anton Palzer (GER)          | 49.                |
| 54                 | Matteo Fabbro (ITA)         | 22.                |
| 55                 | Marcus Burghardt (GER)      | 53.                |
| 56                 | Matthew Walls (GBR)         | 119.               |
| 57                 | Maciej Bodnar (POL)         | DNF-8              |

| Trek-Segafredo TFS | Trek-Segafredo TFS   | Trek-Segafredo TFS |
| ------------------ | -------------------- | ------------------ |
| Nr                 | Kolarz               | Miejsce            |
| 61                 | Nicola Conci (ITA)   | 73.                |
| 62                 | Niklas Eg (DEN)      | 16.                |
| 63                 | Alexander Kamp (DEN) | 91.                |
| 64                 | Alex Kirsch (LUX)    | 82.                |
| 65                 | Antonio Nibali (ITA) | 86.                |
| 66                 | Edward Theuns (BEL)  | 95.                |
| 67                 | Antonio Tiberi (ITA) | DNF-6              |

| Bahrain Victorious TBV | Bahrain Victorious TBV    | Bahrain Victorious TBV |
| ---------------------- | ------------------------- | ---------------------- |
| Nr                     | Kolarz                    | Miejsce                |
| 71                     | Gino Mäder (SUI)          | 27.                    |
| 72                     | Wout Poels (NED)          | 31.                    |
| 73                     | Fred Wright (GBR)         | 57.                    |
| 74                     | Eros Capecchi (ITA)       | 109.                   |
| 75                     | Hermann Pernsteiner (AUT) | 18.                    |
| 76                     | Domen Novak (SLO)         | 101.                   |
| 77                     | Stephen Williams (GBR)    | 43.                    |

| AG2R Citroën Team ACT | AG2R Citroën Team ACT  | AG2R Citroën Team ACT |
| --------------------- | ---------------------- | --------------------- |
| Nr                    | Kolarz                 | Miejsce               |
| 81                    | Mathias Frank (SUI)    | 94.                   |
| 82                    | Bob Jungels (LUX)      | 19.                   |
| 83                    | Nans Peters (FRA)      | 26.                   |
| 84                    | Benoît Cosnefroy (FRA) | 87.                   |
| 85                    | Marc Sarreau (FRA)     | 104.                  |
| 86                    | Michael Schär (SUI)    | 39.                   |
| 87                    | Damien Touzé (FRA)     | 89.                   |

| Movistar Team MOV | Movistar Team MOV         | Movistar Team MOV |
| ----------------- | ------------------------- | ----------------- |
| Nr                | Kolarz                    | Miejsce           |
| 91                | Marc Soler (ESP)          | 79.               |
| 92                | Héctor Carretero (ESP)    | 59.               |
| 93                | Iván García Cortina (ESP) | 33.               |
| 94                | Sergio Samitier (ESP)     | 61.               |
| 95                | Johan Jacobs (SUI)        | 96.               |
| 96                | Juan Diego Alba (COL)     | 120.              |
| 97                | Gonzalo Serrano (ESP)     | 13.               |

| Israel Start-Up Nation ISN | Israel Start-Up Nation ISN | Israel Start-Up Nation ISN |
| -------------------------- | -------------------------- | -------------------------- |
| Nr                         | Kolarz                     | Miejsce                    |
| 101                        | Guillaume Boivin (CAN)     | 58.                        |
| 102                        | James Piccoli (CAN)        | 63.                        |
| 103                        | Michael Woods (CAN)        | 5.                         |
| 104                        | André Greipel (GER)        | 118.                       |
| 105                        | Hugo Hofstetter (FRA)      | 93.                        |
| 106                        | Rick Zabel (GER)           | 116.                       |
| 107                        | Sep Vanmarcke (BEL)        | DNF-8                      |

| BikeExchange BEX | BikeExchange BEX            | BikeExchange BEX |
| ---------------- | --------------------------- | ---------------- |
| Nr               | Kolarz                      | Miejsce          |
| 111              | Michael Matthews (AUS)      | 32.              |
| 112              | Esteban Chaves (COL)        | 10.              |
| 113              | Luke Durbridge (AUS)        | DNS-6            |
| 114              | Lucas Hamilton (AUS)        | DNS-6            |
| 115              | Amund Grøndahl Jansen (NOR) | DNS-6            |
| 116              | Jack Bauer (NZL)            | DNS-6            |
| 117              | Dion Smith (NZL)            | 83.              |

| Astana-Premier Tech APT | Astana-Premier Tech APT | Astana-Premier Tech APT |
| ----------------------- | ----------------------- | ----------------------- |
| Nr                      | Kolarz                  | Miejsce                 |
| 121                     | Jakob Fuglsang (DEN)    | 3.                      |
| 122                     | Stefan de Bod (RSA)     | 24.                     |
| 123                     | Manuele Boaro (ITA)     | DNS-8                   |
| 124                     | Jewgienij Gidicz (KAZ)  | DNF-8                   |
| 125                     | Hugo Houle (CAN)        | 30.                     |
| 126                     | Omar Fraile (ESP)       | DNF-8                   |
| 127                     | Jonas Gregaard (DEN)    | 45.                     |

| Groupama-FDJ GFC | Groupama-FDJ GFC                | Groupama-FDJ GFC |
| ---------------- | ------------------------------- | ---------------- |
| Nr               | Kolarz                          | Miejsce          |
| 131              | Stefan Küng (SUI) (szosa i ITT) | 40.              |
| 132              | Matteo Badilatti (SUI)          | 44.              |
| 133              | Alexys Brunel (FRA)             | DNS-4            |
| 134              | Fabian Lienhard (SUI)           | DNF-8            |
| 135              | Tobias Ludvigsson (SWE)         | DNF-8            |
| 136              | Jake Stewart (GBR)              | 97.              |
| 137              | Benjamin Thomas (FRA)           | DNF-8            |

| Cofidis COF | Cofidis COF               | Cofidis COF |
| ----------- | ------------------------- | ----------- |
| Nr          | Kolarz                    | Miejsce     |
| 141         | Christophe Laporte (FRA)  | DNS-7       |
| 142         | Tom Bohli (SUI)           | 117.        |
| 143         | Jean-Pierre Drucker (LUX) | 100.        |
| 144         | Rubén Fernández (ESP)     | 54.         |
| 145         | Rémy Rochas (FRA)         | 70.         |
| 146         | Szymon Sajnok (POL)       | 121.        |
| 147         | Jelle Wallays (BEL)       | 105.        |

| Qhubeka Assos TQA | Qhubeka Assos TQA                 | Qhubeka Assos TQA |
| ----------------- | --------------------------------- | ----------------- |
| Nr                | Kolarz                            | Miejsce           |
| 151               | Domenico Pozzovivo (ITA)          | 6.                |
| 152               | Simon Clarke (AUS)                | 74.               |
| 153               | Nicholas Dlamini (RSA)            | DNF-8             |
| 154               | Kilian Frankiny (SUI)             | 60.               |
| 155               | Connor Brown (NZL)                | 124.              |
| 156               | Reinardt Janse van Rensburg (RSA) | DNF-8             |
| 157               | Andreas Stokbro (DEN)             | 99.               |

| Lotto-Soudal LTS | Lotto-Soudal LTS         | Lotto-Soudal LTS |
| ---------------- | ------------------------ | ---------------- |
| Nr               | Kolarz                   | Miejsce          |
| 161              | John Degenkolb (GER)     | 103.             |
| 162              | Filippo Conca (ITA)      | DNS-7            |
| 163              | Andreas Kron (DEN)       | 20.              |
| 164              | Florian Vermeersch (BEL) | 88.              |
| 165              | Maxim Van Gils (BEL)     | 50.              |
| 166              | Viktor Verschaeve (BEL)  | DNF-8            |
| 167              | Kobe Goossens (BEL)      | 81.              |

| Total Direct Énergie TDE | Total Direct Énergie TDE   | Total Direct Énergie TDE |
| ------------------------ | -------------------------- | ------------------------ |
| Nr                       | Kolarz                     | Miejsce                  |
| 171                      | Pierre Latour (FRA)        | 11.                      |
| 172                      | Fabien Doubey (FRA)        | 72.                      |
| 173                      | Edvald Boasson Hagen (NOR) | DNS-1                    |
| 174                      | Víctor de la Parte (ESP)   | 21.                      |
| 175                      | Julien Simon (FRA)         | 62.                      |
| 176                      | Anthony Turgis (FRA)       | 84.                      |
| 177                      | Alexis Vuillermoz (FRA)    | DNF-7                    |

| Team DSM DSM | Team DSM DSM                   | Team DSM DSM |
| ------------ | ------------------------------ | ------------ |
| Nr           | Kolarz                         | Miejsce      |
| 181          | Tiesj Benoot (BEL)             | 15.          |
| 182          | Thymen Arensman (NED)          | 55.          |
| 183          | Romain Combaud (FRA)           | 68.          |
| 184          | Mark Donovan (GBR)             | 48.          |
| 185          | Søren Kragh Andersen (DEN)     | 69.          |
| 186          | Andreas Leknessund (NOR) (ITT) | 23.          |
| 187          | Jasha Sütterlin (GER)          | 65.          |

| EF Education-Nippo EFN | EF Education-Nippo EFN    | EF Education-Nippo EFN |
| ---------------------- | ------------------------- | ---------------------- |
| Nr                     | Kolarz                    | Miejsce                |
| 191                    | Rigoberto Urán (COL)      | 2.                     |
| 192                    | Stefan Bissegger (SUI)    | 90.                    |
| 193                    | Neilson Powless (USA)     | 14.                    |
| 194                    | Alex Howes (USA)          | 92.                    |
| 195                    | Sebastian Langeveld (NED) | DNF-6                  |
| 196                    | Jonas Rutsch (GER)        | 108.                   |
| 197                    | Thomas Scully (NZL)       | 115.                   |

| Intermarché-Wanty-Gobert Matériaux IWG | Intermarché-Wanty-Gobert Matériaux IWG | Intermarché-Wanty-Gobert Matériaux IWG |
| -------------------------------------- | -------------------------------------- | -------------------------------------- |
| Nr                                     | Kolarz                                 | Miejsce                                |
| 201                                    | Jan Hirt (CZE)                         | DNS-4                                  |
| 202                                    | Maurits Lammertink (NED)               | DNS-4                                  |
| 203                                    | Simone Petilli (ITA)                   | DNS-4                                  |
| 204                                    | Baptiste Planckaert (BEL)              | DNS-4                                  |
| 205                                    | Lorenzo Rota (ITA)                     | DNS-4                                  |
| 206                                    | Pieter Vanspeybrouck (BEL)             | DNS-4                                  |
| 207                                    | Georg Zimmermann (GER)                 | DNS-4                                  |

| Rally Cycling RLY | Rally Cycling RLY       | Rally Cycling RLY |
| ----------------- | ----------------------- | ----------------- |
| Nr                | Kolarz                  | Miejsce           |
| 211               | Ben King (USA)          | 77.               |
| 212               | Nickolas Zukowsky (CAN) | 98.               |
| 213               | Rob Britton (CAN)       | 78.               |
| 214               | Gavin Mannion (USA)     | 52.               |
| 215               | Kyle Murphy (USA)       | DNF-8             |
| 216               | Joseph Rosskopf (USA)   | 67.               |
| 217               | Matteo Dal-Cin (CAN)    | 122.              |

| Szwajcaria SUI | Szwajcaria SUI  | Szwajcaria SUI |
| -------------- | --------------- | -------------- |
| Nr             | Kolarz          | Miejsce        |
| 221            | Simon Pellaud   | DNS-6          |
| 222            | Kevin Kuhn      | 112.           |
| 223            | Claudio Imhof   | 114.           |
| 224            | Lukas Rüegg     | 102.           |
| 225            | Cyrille Thièry  | 111.           |
| 226            | Joël Suter      | 71.            |
| 227            | Roland Thalmann | 42.            |

Legenda: DNF – nie ukończył etapu, OTL – przekroczył limit czasu, DNS – nie wystartował do etapu, DSQ – zdyskwalifikowany. Numer przy skrócie oznacza etap, na którym kolarz opuścił wyścig.

## Wyniki etapów

### Etap 1
| Frauenfeld - Frauenfeld | jazda indywidualna na czas | (10,84 km) |

| \| Klasyfikacja etapu \| Klasyfikacja etapu \| Klasyfikacja etapu \| Klasyfikacja etapu \| Klasyfikacja etapu \| \| Kolarz \| Kolarz \| Państwo \| Drużyna \| Czas \| \| ------------------ \| -------------------- \| ------------------ \| --------------------- \| ------------------ \| \| 1. \| Stefan Küng \| Szwajcaria \| Groupama-FDJ \| 12' 00" \| \| 2. \| Stefan Bissegger \| Szwajcaria \| EF Education-Nippo \| + 4" \| \| 3. \| Mattia Cattaneo \| Włochy \| Deceuninck-Quick Step \| + 12" \| \| 4. \| Thomas Scully \| Nowa Zelandia \| EF Education-Nippo \| + 15" \| \| 5. \| Julian Alaphilippe \| Francja \| Deceuninck-Quick Step \| + 19" \| \| 6. \| Jonas Rutsch \| Niemcy \| EF Education-Nippo \| + 22" \| \| 7. \| Jannik Steimle \| Niemcy \| Deceuninck-Quick Step \| + 22" \| \| 8. \| Florian Vermeersch \| Belgia \| Lotto-Soudal \| + 22" \| \| 9. \| Søren Kragh Andersen \| Dania \| Team DSM \| + 22" \| \| 10. \| Rohan Dennis \| Australia \| Ineos Grenadiers \| + 23" \| |                      |               |                       |         |
| |                      |               |                       |         |
| Źródło: ProCyclingStats |                      |               |                       |         |
| Klasyfikacja etapu |                      |               |                       |         |
| Kolarz | Kolarz               | Państwo       | Drużyna               | Czas    |
| 1. | Stefan Küng          | Szwajcaria    | Groupama-FDJ          | 12' 00" |
| 2. | Stefan Bissegger     | Szwajcaria    | EF Education-Nippo    | + 4"    |
| 3. | Mattia Cattaneo      | Włochy        | Deceuninck-Quick Step | + 12"   |
| 4. | Thomas Scully        | Nowa Zelandia | EF Education-Nippo    | + 15"   |
| 5. | Julian Alaphilippe   | Francja       | Deceuninck-Quick Step | + 19"   |
| 6. | Jonas Rutsch         | Niemcy        | EF Education-Nippo    | + 22"   |
| 7. | Jannik Steimle       | Niemcy        | Deceuninck-Quick Step | + 22"   |
| 8. | Florian Vermeersch   | Belgia        | Lotto-Soudal          | + 22"   |
| 9. | Søren Kragh Andersen | Dania         | Team DSM              | + 22"   |
| 10. | Rohan Dennis         | Australia     | Ineos Grenadiers      | + 23"   |

| \| Klasyfikacja generalna \| Klasyfikacja generalna \| Klasyfikacja generalna \| Klasyfikacja generalna \| Klasyfikacja generalna \| \| Kolarz \| Kolarz \| Państwo \| Drużyna \| Czas \| \| ---------------------- \| ---------------------- \| ---------------------- \| ---------------------- \| ---------------------- \| \| 1. \| Stefan Küng \| Szwajcaria \| Groupama-FDJ \| 12' 00" \| \| 2. \| Stefan Bissegger \| Szwajcaria \| EF Education-Nippo \| + 4" \| \| 3. \| Mattia Cattaneo \| Włochy \| Deceuninck-Quick Step \| + 12" \| \| 4. \| Thomas Scully \| Nowa Zelandia \| EF Education-Nippo \| + 15" \| \| 5. \| Julian Alaphilippe \| Francja \| Deceuninck-Quick Step \| + 19" \| \| 6. \| Jonas Rutsch \| Niemcy \| EF Education-Nippo \| + 22" \| \| 7. \| Jannik Steimle \| Niemcy \| Deceuninck-Quick Step \| + 22" \| \| 8. \| Florian Vermeersch \| Belgia \| Lotto-Soudal \| + 22" \| \| 9. \| Søren Kragh Andersen \| Dania \| Team DSM \| + 22" \| \| 10. \| Rohan Dennis \| Australia \| Ineos Grenadiers \| + 23" \| |                      |               |                       |         |
| |                      |               |                       |         |
| Źródło: ProCyclingStats |                      |               |                       |         |
| Klasyfikacja generalna |                      |               |                       |         |
| Kolarz | Kolarz               | Państwo       | Drużyna               | Czas    |
| 1. | Stefan Küng          | Szwajcaria    | Groupama-FDJ          | 12' 00" |
| 2. | Stefan Bissegger     | Szwajcaria    | EF Education-Nippo    | + 4"    |
| 3. | Mattia Cattaneo      | Włochy        | Deceuninck-Quick Step | + 12"   |
| 4. | Thomas Scully        | Nowa Zelandia | EF Education-Nippo    | + 15"   |
| 5. | Julian Alaphilippe   | Francja       | Deceuninck-Quick Step | + 19"   |
| 6. | Jonas Rutsch         | Niemcy        | EF Education-Nippo    | + 22"   |
| 7. | Jannik Steimle       | Niemcy        | Deceuninck-Quick Step | + 22"   |
| 8. | Florian Vermeersch   | Belgia        | Lotto-Soudal          | + 22"   |
| 9. | Søren Kragh Andersen | Dania         | Team DSM              | + 22"   |
| 10. | Rohan Dennis         | Australia     | Ineos Grenadiers      | + 23"   |

### Etap 2
| Neuhausen am Rheinfall - Lachen (Szwajcaria) | pagórkowaty | (173 km) |

| \| Klasyfikacja etapu \| Klasyfikacja etapu \| Klasyfikacja etapu \| Klasyfikacja etapu \| Klasyfikacja etapu \| \| Kolarz \| Kolarz \| Państwo \| Drużyna \| Czas \| \| ------------------ \| --------------------- \| ------------------ \| ---------------------- \| ------------------ \| \| 1. \| Mathieu van der Poel \| Holandia \| Alpecin-Fenix \| 4h 12' 30" \| \| 2. \| Maximilian Schachmann \| Niemcy \| Bora-Hansgrohe \| + 1" \| \| 3. \| Wout Poels \| Holandia \| Bahrain Victorious \| + 4" \| \| 4. \| Iván García Cortina \| Hiszpania \| Movistar Team \| + 4" \| \| 5. \| Marc Hirschi \| Szwajcaria \| UAE Team Emirates \| + 4" \| \| 6. \| Richard Carapaz \| Ekwador \| Ineos Grenadiers \| + 4" \| \| 7. \| Michael Woods \| Kanada \| Israel Start-Up Nation \| + 4" \| \| 8. \| Julian Alaphilippe \| Francja \| Deceuninck-Quick Step \| + 4" \| \| 9. \| Jakob Fuglsang \| Dania \| Astana-Premier Tech \| + 4" \| \| 10. \| Andreas Kron \| Dania \| Lotto-Soudal \| + 9" \| |                       |            |                        |            |
| |                       |            |                        |            |
| Źródło: ProCyclingStats |                       |            |                        |            |
| Klasyfikacja etapu |                       |            |                        |            |
| Kolarz | Kolarz                | Państwo    | Drużyna                | Czas       |
| 1. | Mathieu van der Poel  | Holandia   | Alpecin-Fenix          | 4h 12' 30" |
| 2. | Maximilian Schachmann | Niemcy     | Bora-Hansgrohe         | + 1"       |
| 3. | Wout Poels            | Holandia   | Bahrain Victorious     | + 4"       |
| 4. | Iván García Cortina   | Hiszpania  | Movistar Team          | + 4"       |
| 5. | Marc Hirschi          | Szwajcaria | UAE Team Emirates      | + 4"       |
| 6. | Richard Carapaz       | Ekwador    | Ineos Grenadiers       | + 4"       |
| 7. | Michael Woods         | Kanada     | Israel Start-Up Nation | + 4"       |
| 8. | Julian Alaphilippe    | Francja    | Deceuninck-Quick Step  | + 4"       |
| 9. | Jakob Fuglsang        | Dania      | Astana-Premier Tech    | + 4"       |
| 10. | Andreas Kron          | Dania      | Lotto-Soudal           | + 9"       |

| \| Klasyfikacja generalna \| Klasyfikacja generalna \| Klasyfikacja generalna \| Klasyfikacja generalna \| Klasyfikacja generalna \| \| Kolarz \| Kolarz \| Państwo \| Drużyna \| Czas \| \| ---------------------- \| ---------------------- \| ---------------------- \| ---------------------- \| ---------------------- \| \| 1. \| Stefan Küng \| Szwajcaria \| Groupama-FDJ \| 4h 24' 52" \| \| 2. \| Julian Alaphilippe \| Francja \| Deceuninck-Quick Step \| + 1" \| \| 3. \| Maximilian Schachmann \| Niemcy \| Bora-Hansgrohe \| + 2" \| \| 4. \| Mathieu van der Poel \| Holandia \| Alpecin-Fenix \| + 6" \| \| 5. \| Iván García Cortina \| Hiszpania \| Movistar Team \| + 12" \| \| 6. \| Mattia Cattaneo \| Włochy \| Deceuninck-Quick Step \| + 12" \| \| 7. \| Richard Carapaz \| Ekwador \| Ineos Grenadiers \| + 13" \| \| 8. \| Neilson Powless \| Stany Zjednoczone \| EF Education-Nippo \| + 25" \| \| 9. \| Gino Mäder \| Szwajcaria \| Bahrain Victorious \| + 30" \| \| 10. \| Andreas Kron \| Dania \| Lotto-Soudal \| + 33" \| |                       |                   |                       |            |
| |                       |                   |                       |            |
| Źródło: ProCyclingStats |                       |                   |                       |            |
| Klasyfikacja generalna |                       |                   |                       |            |
| Kolarz | Kolarz                | Państwo           | Drużyna               | Czas       |
| 1. | Stefan Küng           | Szwajcaria        | Groupama-FDJ          | 4h 24' 52" |
| 2. | Julian Alaphilippe    | Francja           | Deceuninck-Quick Step | + 1"       |
| 3. | Maximilian Schachmann | Niemcy            | Bora-Hansgrohe        | + 2"       |
| 4. | Mathieu van der Poel  | Holandia          | Alpecin-Fenix         | + 6"       |
| 5. | Iván García Cortina   | Hiszpania         | Movistar Team         | + 12"      |
| 6. | Mattia Cattaneo       | Włochy            | Deceuninck-Quick Step | + 12"      |
| 7. | Richard Carapaz       | Ekwador           | Ineos Grenadiers      | + 13"      |
| 8. | Neilson Powless       | Stany Zjednoczone | EF Education-Nippo    | + 25"      |
| 9. | Gino Mäder            | Szwajcaria        | Bahrain Victorious    | + 30"      |
| 10. | Andreas Kron          | Dania             | Lotto-Soudal          | + 33"      |

### Etap 3
| Lachen (Szwajcaria) - Pfaffnau | pagórkowaty | (185 km) |

| \| Klasyfikacja etapu \| Klasyfikacja etapu \| Klasyfikacja etapu \| Klasyfikacja etapu \| Klasyfikacja etapu \| \| Kolarz \| Kolarz \| Państwo \| Drużyna \| Czas \| \| ------------------ \| --------------------- \| ------------------ \| ---------------------- \| ------------------ \| \| 1. \| Mathieu van der Poel \| Holandia \| Alpecin-Fenix \| 4h 24' 26" \| \| 2. \| Christophe Laporte \| Francja \| Cofidis \| + 0" \| \| 3. \| Julian Alaphilippe \| Francja \| Deceuninck-Quick Step \| + 0" \| \| 4. \| Michael Matthews \| Australia \| BikeExchange \| + 0" \| \| 5. \| Maximilian Schachmann \| Niemcy \| Bora-Hansgrohe \| + 0" \| \| 6. \| Alexander Kamp \| Dania \| Trek-Segafredo \| + 0" \| \| 7. \| Tiesj Benoot \| Belgia \| Team DSM \| + 0" \| \| 8. \| Omar Fraile \| Hiszpania \| Astana-Premier Tech \| + 0" \| \| 9. \| Anthony Turgis \| Francja \| Total Direct Énergie \| + 0" \| \| 10. \| Michael Woods \| Kanada \| Israel Start-Up Nation \| + 0" \| |                       |           |                        |            |
| |                       |           |                        |            |
| Źródło: ProCyclingStats |                       |           |                        |            |
| Klasyfikacja etapu |                       |           |                        |            |
| Kolarz | Kolarz                | Państwo   | Drużyna                | Czas       |
| 1. | Mathieu van der Poel  | Holandia  | Alpecin-Fenix          | 4h 24' 26" |
| 2. | Christophe Laporte    | Francja   | Cofidis                | + 0"       |
| 3. | Julian Alaphilippe    | Francja   | Deceuninck-Quick Step  | + 0"       |
| 4. | Michael Matthews      | Australia | BikeExchange           | + 0"       |
| 5. | Maximilian Schachmann | Niemcy    | Bora-Hansgrohe         | + 0"       |
| 6. | Alexander Kamp        | Dania     | Trek-Segafredo         | + 0"       |
| 7. | Tiesj Benoot          | Belgia    | Team DSM               | + 0"       |
| 8. | Omar Fraile           | Hiszpania | Astana-Premier Tech    | + 0"       |
| 9. | Anthony Turgis        | Francja   | Total Direct Énergie   | + 0"       |
| 10. | Michael Woods         | Kanada    | Israel Start-Up Nation | + 0"       |

| \| Klasyfikacja generalna \| Klasyfikacja generalna \| Klasyfikacja generalna \| Klasyfikacja generalna \| Klasyfikacja generalna \| \| Kolarz \| Kolarz \| Państwo \| Drużyna \| Czas \| \| ---------------------- \| ---------------------- \| ---------------------- \| ---------------------- \| ---------------------- \| \| 1. \| Mathieu van der Poel \| Holandia \| Alpecin-Fenix \| 8h 49' 14" \| \| 2. \| Julian Alaphilippe \| Francja \| Deceuninck-Quick Step \| + 1" \| \| 3. \| Stefan Küng \| Szwajcaria \| Groupama-FDJ \| + 4" \| \| 4. \| Maximilian Schachmann \| Niemcy \| Bora-Hansgrohe \| + 6" \| \| 5. \| Mattia Cattaneo \| Włochy \| Deceuninck-Quick Step \| + 13" \| \| 6. \| Iván García Cortina \| Hiszpania \| Movistar Team \| + 16" \| \| 7. \| Richard Carapaz \| Ekwador \| Ineos Grenadiers \| + 17" \| \| 8. \| Neilson Powless \| Stany Zjednoczone \| EF Education-Nippo \| + 29" \| \| 9. \| Andreas Kron \| Dania \| Lotto-Soudal \| + 37" \| \| 10. \| Rigoberto Urán \| Kolumbia \| EF Education-Nippo \| + 39" \| |                       |                   |                       |            |
| |                       |                   |                       |            |
| Źródło: ProCyclingStats |                       |                   |                       |            |
| Klasyfikacja generalna |                       |                   |                       |            |
| Kolarz | Kolarz                | Państwo           | Drużyna               | Czas       |
| 1. | Mathieu van der Poel  | Holandia          | Alpecin-Fenix         | 8h 49' 14" |
| 2. | Julian Alaphilippe    | Francja           | Deceuninck-Quick Step | + 1"       |
| 3. | Stefan Küng           | Szwajcaria        | Groupama-FDJ          | + 4"       |
| 4. | Maximilian Schachmann | Niemcy            | Bora-Hansgrohe        | + 6"       |
| 5. | Mattia Cattaneo       | Włochy            | Deceuninck-Quick Step | + 13"      |
| 6. | Iván García Cortina   | Hiszpania         | Movistar Team         | + 16"      |
| 7. | Richard Carapaz       | Ekwador           | Ineos Grenadiers      | + 17"      |
| 8. | Neilson Powless       | Stany Zjednoczone | EF Education-Nippo    | + 29"      |
| 9. | Andreas Kron          | Dania             | Lotto-Soudal          | + 37"      |
| 10. | Rigoberto Urán        | Kolumbia          | EF Education-Nippo    | + 39"      |

### Etap 4
| St. Urban - Gstaad | pagórkowaty | (171 km) |

| \| Klasyfikacja etapu \| Klasyfikacja etapu \| Klasyfikacja etapu \| Klasyfikacja etapu \| Klasyfikacja etapu \| \| Kolarz \| Kolarz \| Państwo \| Drużyna \| Czas \| \| ------------------ \| --------------------- \| ------------------ \| ------------------- \| ------------------ \| \| 1. \| Stefan Bissegger \| Szwajcaria \| EF Education-Nippo \| 3h 46' 21" \| \| 2. \| Benjamin Thomas \| Francja \| Groupama-FDJ \| + 0" \| \| 3. \| Joseph Rosskopf \| Stany Zjednoczone \| Rally Cycling \| + 0" \| \| 4. \| Joël Suter \| Szwajcaria \| Szwajcaria \| + 23" \| \| 5. \| Edward Theuns \| Belgia \| Trek-Segafredo \| + 5' 16" \| \| 6. \| Juan Sebastián Molano \| Kolumbia \| UAE Team Emirates \| + 5' 16" \| \| 7. \| Omar Fraile \| Hiszpania \| Astana-Premier Tech \| + 5' 16" \| \| 8. \| Mike Teunissen \| Holandia \| Jumbo-Visma \| + 5' 16" \| \| 9. \| Fred Wright \| Wielka Brytania \| Bahrain Victorious \| + 5' 16" \| \| 10. \| Michael Matthews \| Australia \| BikeExchange \| + 5' 16" \| |                       |                   |                     |            |
| |                       |                   |                     |            |
| Źródło: ProCyclingStats |                       |                   |                     |            |
| Klasyfikacja etapu |                       |                   |                     |            |
| Kolarz | Kolarz                | Państwo           | Drużyna             | Czas       |
| 1. | Stefan Bissegger      | Szwajcaria        | EF Education-Nippo  | 3h 46' 21" |
| 2. | Benjamin Thomas       | Francja           | Groupama-FDJ        | + 0"       |
| 3. | Joseph Rosskopf       | Stany Zjednoczone | Rally Cycling       | + 0"       |
| 4. | Joël Suter            | Szwajcaria        | Szwajcaria          | + 23"      |
| 5. | Edward Theuns         | Belgia            | Trek-Segafredo      | + 5' 16"   |
| 6. | Juan Sebastián Molano | Kolumbia          | UAE Team Emirates   | + 5' 16"   |
| 7. | Omar Fraile           | Hiszpania         | Astana-Premier Tech | + 5' 16"   |
| 8. | Mike Teunissen        | Holandia          | Jumbo-Visma         | + 5' 16"   |
| 9. | Fred Wright           | Wielka Brytania   | Bahrain Victorious  | + 5' 16"   |
| 10. | Michael Matthews      | Australia         | BikeExchange        | + 5' 16"   |

| \| Klasyfikacja generalna \| Klasyfikacja generalna \| Klasyfikacja generalna \| Klasyfikacja generalna \| Klasyfikacja generalna \| \| Kolarz \| Kolarz \| Państwo \| Drużyna \| Czas \| \| ---------------------- \| ---------------------- \| ---------------------- \| ---------------------- \| ---------------------- \| \| 1. \| Mathieu van der Poel \| Holandia \| Alpecin-Fenix \| 12h 40' 51" \| \| 2. \| Julian Alaphilippe \| Francja \| Deceuninck-Quick Step \| + 1" \| \| 3. \| Stefan Küng \| Szwajcaria \| Groupama-FDJ \| + 4" \| \| 4. \| Maximilian Schachmann \| Niemcy \| Bora-Hansgrohe \| + 6" \| \| 5. \| Mattia Cattaneo \| Włochy \| Deceuninck-Quick Step \| + 13" \| \| 6. \| Iván García Cortina \| Hiszpania \| Movistar Team \| + 16" \| \| 7. \| Richard Carapaz \| Ekwador \| Ineos Grenadiers \| + 17" \| \| 8. \| Neilson Powless \| Stany Zjednoczone \| EF Education-Nippo \| + 29" \| \| 9. \| Andreas Kron \| Dania \| Lotto-Soudal \| + 37" \| \| 10. \| Stefan Bissegger \| Szwajcaria \| EF Education-Nippo \| + 38" \| |                       |                   |                       |             |
| |                       |                   |                       |             |
| Źródło: ProCyclingStats |                       |                   |                       |             |
| Klasyfikacja generalna |                       |                   |                       |             |
| Kolarz | Kolarz                | Państwo           | Drużyna               | Czas        |
| 1. | Mathieu van der Poel  | Holandia          | Alpecin-Fenix         | 12h 40' 51" |
| 2. | Julian Alaphilippe    | Francja           | Deceuninck-Quick Step | + 1"        |
| 3. | Stefan Küng           | Szwajcaria        | Groupama-FDJ          | + 4"        |
| 4. | Maximilian Schachmann | Niemcy            | Bora-Hansgrohe        | + 6"        |
| 5. | Mattia Cattaneo       | Włochy            | Deceuninck-Quick Step | + 13"       |
| 6. | Iván García Cortina   | Hiszpania         | Movistar Team         | + 16"       |
| 7. | Richard Carapaz       | Ekwador           | Ineos Grenadiers      | + 17"       |
| 8. | Neilson Powless       | Stany Zjednoczone | EF Education-Nippo    | + 29"       |
| 9. | Andreas Kron          | Dania             | Lotto-Soudal          | + 37"       |
| 10. | Stefan Bissegger      | Szwajcaria        | EF Education-Nippo    | + 38"       |

### Etap 5
| Gstaad - Leukerbad | górski | (172 km) |

| \| Klasyfikacja etapu \| Klasyfikacja etapu \| Klasyfikacja etapu \| Klasyfikacja etapu \| Klasyfikacja etapu \| \| Kolarz \| Kolarz \| Państwo \| Drużyna \| Czas \| \| ------------------ \| --------------------- \| ------------------ \| ---------------------- \| ------------------ \| \| 1. \| Richard Carapaz \| Ekwador \| Ineos Grenadiers \| 4h 01' 52" \| \| 2. \| Jakob Fuglsang \| Dania \| Astana-Premier Tech \| + 0" \| \| 3. \| Michael Woods \| Kanada \| Israel Start-Up Nation \| + 39" \| \| 4. \| Lucas Hamilton \| Australia \| BikeExchange \| + 39" \| \| 5. \| Rigoberto Urán \| Kolumbia \| EF Education-Nippo \| + 39" \| \| 6. \| Maximilian Schachmann \| Niemcy \| Bora-Hansgrohe \| + 39" \| \| 7. \| Julian Alaphilippe \| Francja \| Deceuninck-Quick Step \| + 39" \| \| 8. \| Domenico Pozzovivo \| Włochy \| Qhubeka Assos \| + 39" \| \| 9. \| Esteban Chaves \| Kolumbia \| BikeExchange \| + 49" \| \| 10. \| Sam Oomen \| Holandia \| Jumbo-Visma \| + 1' 22" \| |                       |           |                        |            |
| |                       |           |                        |            |
| Źródło: ProCyclingStats |                       |           |                        |            |
| Klasyfikacja etapu |                       |           |                        |            |
| Kolarz | Kolarz                | Państwo   | Drużyna                | Czas       |
| 1. | Richard Carapaz       | Ekwador   | Ineos Grenadiers       | 4h 01' 52" |
| 2. | Jakob Fuglsang        | Dania     | Astana-Premier Tech    | + 0"       |
| 3. | Michael Woods         | Kanada    | Israel Start-Up Nation | + 39"      |
| 4. | Lucas Hamilton        | Australia | BikeExchange           | + 39"      |
| 5. | Rigoberto Urán        | Kolumbia  | EF Education-Nippo     | + 39"      |
| 6. | Maximilian Schachmann | Niemcy    | Bora-Hansgrohe         | + 39"      |
| 7. | Julian Alaphilippe    | Francja   | Deceuninck-Quick Step  | + 39"      |
| 8. | Domenico Pozzovivo    | Włochy    | Qhubeka Assos          | + 39"      |
| 9. | Esteban Chaves        | Kolumbia  | BikeExchange           | + 49"      |
| 10. | Sam Oomen             | Holandia  | Jumbo-Visma            | + 1' 22"   |

| \| Klasyfikacja generalna \| Klasyfikacja generalna \| Klasyfikacja generalna \| Klasyfikacja generalna \| Klasyfikacja generalna \| \| Kolarz \| Kolarz \| Państwo \| Drużyna \| Czas \| \| ---------------------- \| ---------------------- \| ---------------------- \| ---------------------- \| ---------------------- \| \| 1. \| Richard Carapaz \| Ekwador \| Ineos Grenadiers \| 16h 42' 50" \| \| 2. \| Jakob Fuglsang \| Dania \| Astana-Premier Tech \| + 26" \| \| 3. \| Maximilian Schachmann \| Niemcy \| Bora-Hansgrohe \| + 38" \| \| 4. \| Julian Alaphilippe \| Francja \| Deceuninck-Quick Step \| + 53" \| \| 5. \| Rigoberto Urán \| Kolumbia \| EF Education-Nippo \| + 1' 11" \| \| 6. \| Lucas Hamilton \| Australia \| BikeExchange \| + 1' 31" \| \| 7. \| Michael Woods \| Kanada \| Israel Start-Up Nation \| + 1' 32" \| \| 8. \| Sam Oomen \| Holandia \| Jumbo-Visma \| + 2' 19" \| \| 9. \| Esteban Chaves \| Kolumbia \| BikeExchange \| + 2' 22" \| \| 10. \| Domenico Pozzovivo \| Włochy \| Qhubeka Assos \| + 3' 10" \| |                       |           |                        |             |
| |                       |           |                        |             |
| Źródło: ProCyclingStats |                       |           |                        |             |
| Klasyfikacja generalna |                       |           |                        |             |
| Kolarz | Kolarz                | Państwo   | Drużyna                | Czas        |
| 1. | Richard Carapaz       | Ekwador   | Ineos Grenadiers       | 16h 42' 50" |
| 2. | Jakob Fuglsang        | Dania     | Astana-Premier Tech    | + 26"       |
| 3. | Maximilian Schachmann | Niemcy    | Bora-Hansgrohe         | + 38"       |
| 4. | Julian Alaphilippe    | Francja   | Deceuninck-Quick Step  | + 53"       |
| 5. | Rigoberto Urán        | Kolumbia  | EF Education-Nippo     | + 1' 11"    |
| 6. | Lucas Hamilton        | Australia | BikeExchange           | + 1' 31"    |
| 7. | Michael Woods         | Kanada    | Israel Start-Up Nation | + 1' 32"    |
| 8. | Sam Oomen             | Holandia  | Jumbo-Visma            | + 2' 19"    |
| 9. | Esteban Chaves        | Kolumbia  | BikeExchange           | + 2' 22"    |
| 10. | Domenico Pozzovivo    | Włochy    | Qhubeka Assos          | + 3' 10"    |

### Etap 6
| Andermatt - Disentis | górski | (130 km) |

| \| Klasyfikacja etapu \| Klasyfikacja etapu \| Klasyfikacja etapu \| Klasyfikacja etapu \| Klasyfikacja etapu \| \| Kolarz \| Kolarz \| Państwo \| Drużyna \| Czas \| \| ------------------ \| ------------------- \| ------------------ \| -------------------- \| ------------------ \| \| 1. \| Andreas Kron \| Dania \| Lotto-Soudal \| 3h 14' 52" \| \| 2. \| Rui Costa \| Portugalia \| UAE Team Emirates \| + 0" \| \| 3. \| Hermann Pernsteiner \| Austria \| Bahrain Victorious \| + 1" \| \| 4. \| Gonzalo Serrano \| Hiszpania \| Movistar Team \| + 3" \| \| 5. \| Pierre Latour \| Francja \| Total Direct Énergie \| + 3" \| \| 6. \| Hugo Houle \| Kanada \| Astana-Premier Tech \| + 3" \| \| 7. \| Neilson Powless \| Stany Zjednoczone \| EF Education-Nippo \| + 3" \| \| 8. \| Antwan Tolhoek \| Holandia \| Jumbo-Visma \| + 3" \| \| 9. \| Matteo Fabbro \| Włochy \| Bora-Hansgrohe \| + 50" \| \| 10. \| Andreas Leknessund \| Norwegia \| Team DSM \| + 1' 00" \| |                     |                   |                      |            |
| |                     |                   |                      |            |
| Źródło: ProCyclingStats |                     |                   |                      |            |
| Klasyfikacja etapu |                     |                   |                      |            |
| Kolarz | Kolarz              | Państwo           | Drużyna              | Czas       |
| 1. | Andreas Kron        | Dania             | Lotto-Soudal         | 3h 14' 52" |
| 2. | Rui Costa           | Portugalia        | UAE Team Emirates    | + 0"       |
| 3. | Hermann Pernsteiner | Austria           | Bahrain Victorious   | + 1"       |
| 4. | Gonzalo Serrano     | Hiszpania         | Movistar Team        | + 3"       |
| 5. | Pierre Latour       | Francja           | Total Direct Énergie | + 3"       |
| 6. | Hugo Houle          | Kanada            | Astana-Premier Tech  | + 3"       |
| 7. | Neilson Powless     | Stany Zjednoczone | EF Education-Nippo   | + 3"       |
| 8. | Antwan Tolhoek      | Holandia          | Jumbo-Visma          | + 3"       |
| 9. | Matteo Fabbro       | Włochy            | Bora-Hansgrohe       | + 50"      |
| 10. | Andreas Leknessund  | Norwegia          | Team DSM             | + 1' 00"   |

| \| Klasyfikacja generalna \| Klasyfikacja generalna \| Klasyfikacja generalna \| Klasyfikacja generalna \| Klasyfikacja generalna \| \| Kolarz \| Kolarz \| Państwo \| Drużyna \| Czas \| \| ---------------------- \| ---------------------- \| ---------------------- \| ---------------------- \| ---------------------- \| \| 1. \| Richard Carapaz \| Ekwador \| Ineos Grenadiers \| 20h 00' 31" \| \| 2. \| Jakob Fuglsang \| Dania \| Astana-Premier Tech \| + 26" \| \| 3. \| Maximilian Schachmann \| Niemcy \| Bora-Hansgrohe \| + 38" \| \| 4. \| Julian Alaphilippe \| Francja \| Deceuninck-Quick Step \| + 53" \| \| 5. \| Rigoberto Urán \| Kolumbia \| EF Education-Nippo \| + 1' 11" \| \| 6. \| Michael Woods \| Kanada \| Israel Start-Up Nation \| + 1' 32" \| \| 7. \| Sam Oomen \| Holandia \| Jumbo-Visma \| + 2' 19" \| \| 8. \| Esteban Chaves \| Kolumbia \| BikeExchange \| + 2' 22" \| \| 9. \| Domenico Pozzovivo \| Włochy \| Qhubeka Assos \| + 3' 10" \| \| 10. \| Rui Costa \| Portugalia \| UAE Team Emirates \| + 3' 37" \| |                       |            |                        |             |
| |                       |            |                        |             |
| Źródło: ProCyclingStats |                       |            |                        |             |
| Klasyfikacja generalna |                       |            |                        |             |
| Kolarz | Kolarz                | Państwo    | Drużyna                | Czas        |
| 1. | Richard Carapaz       | Ekwador    | Ineos Grenadiers       | 20h 00' 31" |
| 2. | Jakob Fuglsang        | Dania      | Astana-Premier Tech    | + 26"       |
| 3. | Maximilian Schachmann | Niemcy     | Bora-Hansgrohe         | + 38"       |
| 4. | Julian Alaphilippe    | Francja    | Deceuninck-Quick Step  | + 53"       |
| 5. | Rigoberto Urán        | Kolumbia   | EF Education-Nippo     | + 1' 11"    |
| 6. | Michael Woods         | Kanada     | Israel Start-Up Nation | + 1' 32"    |
| 7. | Sam Oomen             | Holandia   | Jumbo-Visma            | + 2' 19"    |
| 8. | Esteban Chaves        | Kolumbia   | BikeExchange           | + 2' 22"    |
| 9. | Domenico Pozzovivo    | Włochy     | Qhubeka Assos          | + 3' 10"    |
| 10. | Rui Costa             | Portugalia | UAE Team Emirates      | + 3' 37"    |

### Etap 7
| Disentis - Andermatt | jazda indywidualna na czas pod górę | (23,2 km) |

| \| Klasyfikacja etapu \| Klasyfikacja etapu \| Klasyfikacja etapu \| Klasyfikacja etapu \| Klasyfikacja etapu \| \| Kolarz \| Kolarz \| Państwo \| Drużyna \| Czas \| \| ------------------ \| -------------------- \| ------------------ \| --------------------- \| ------------------ \| \| 1. \| Rigoberto Urán \| Kolumbia \| EF Education-Nippo \| 36' 02" \| \| 2. \| Julian Alaphilippe \| Francja \| Deceuninck-Quick Step \| + 40" \| \| 3. \| Gino Mäder \| Szwajcaria \| Bahrain Victorious \| + 54" \| \| 4. \| Richard Carapaz \| Ekwador \| Ineos Grenadiers \| + 54" \| \| 5. \| Tom Dumoulin \| Holandia \| Jumbo-Visma \| + 56" \| \| 6. \| Mattia Cattaneo \| Włochy \| Deceuninck-Quick Step \| + 58" \| \| 7. \| Domenico Pozzovivo \| Włochy \| Qhubeka Assos \| + 1' 00" \| \| 8. \| Rui Costa \| Portugalia \| UAE Team Emirates \| + 1' 00" \| \| 9. \| Søren Kragh Andersen \| Dania \| Team DSM \| + 1' 04" \| \| 10. \| Stefan Küng \| Szwajcaria \| Groupama-FDJ \| + 1' 05" \| |                      |            |                       |          |
| |                      |            |                       |          |
| Źródło: ProCyclingStats |                      |            |                       |          |
| Klasyfikacja etapu |                      |            |                       |          |
| Kolarz | Kolarz               | Państwo    | Drużyna               | Czas     |
| 1. | Rigoberto Urán       | Kolumbia   | EF Education-Nippo    | 36' 02"  |
| 2. | Julian Alaphilippe   | Francja    | Deceuninck-Quick Step | + 40"    |
| 3. | Gino Mäder           | Szwajcaria | Bahrain Victorious    | + 54"    |
| 4. | Richard Carapaz      | Ekwador    | Ineos Grenadiers      | + 54"    |
| 5. | Tom Dumoulin         | Holandia   | Jumbo-Visma           | + 56"    |
| 6. | Mattia Cattaneo      | Włochy     | Deceuninck-Quick Step | + 58"    |
| 7. | Domenico Pozzovivo   | Włochy     | Qhubeka Assos         | + 1' 00" |
| 8. | Rui Costa            | Portugalia | UAE Team Emirates     | + 1' 00" |
| 9. | Søren Kragh Andersen | Dania      | Team DSM              | + 1' 04" |
| 10. | Stefan Küng          | Szwajcaria | Groupama-FDJ          | + 1' 05" |

| \| Klasyfikacja generalna \| Klasyfikacja generalna \| Klasyfikacja generalna \| Klasyfikacja generalna \| Klasyfikacja generalna \| \| Kolarz \| Kolarz \| Państwo \| Drużyna \| Czas \| \| ---------------------- \| ---------------------- \| ---------------------- \| ---------------------- \| ---------------------- \| \| 1. \| Richard Carapaz \| Ekwador \| Ineos Grenadiers \| 20h 37' 27" \| \| 2. \| Rigoberto Urán \| Kolumbia \| EF Education-Nippo \| + 17" \| \| 3. \| Julian Alaphilippe \| Francja \| Deceuninck-Quick Step \| + 39" \| \| 4. \| Maximilian Schachmann \| Niemcy \| Bora-Hansgrohe \| + 1' 07" \| \| 5. \| Jakob Fuglsang \| Dania \| Astana-Premier Tech \| + 1' 15" \| \| 6. \| Michael Woods \| Kanada \| Israel Start-Up Nation \| + 3' 10" \| \| 7. \| Domenico Pozzovivo \| Włochy \| Qhubeka Assos \| + 3' 16" \| \| 8. \| Sam Oomen \| Holandia \| Jumbo-Visma \| + 3' 39" \| \| 9. \| Rui Costa \| Portugalia \| UAE Team Emirates \| + 3' 43" \| \| 10. \| Esteban Chaves \| Kolumbia \| BikeExchange \| + 4' 29" \| |                       |            |                        |             |
| |                       |            |                        |             |
| Źródło: ProCyclingStats |                       |            |                        |             |
| Klasyfikacja generalna |                       |            |                        |             |
| Kolarz | Kolarz                | Państwo    | Drużyna                | Czas        |
| 1. | Richard Carapaz       | Ekwador    | Ineos Grenadiers       | 20h 37' 27" |
| 2. | Rigoberto Urán        | Kolumbia   | EF Education-Nippo     | + 17"       |
| 3. | Julian Alaphilippe    | Francja    | Deceuninck-Quick Step  | + 39"       |
| 4. | Maximilian Schachmann | Niemcy     | Bora-Hansgrohe         | + 1' 07"    |
| 5. | Jakob Fuglsang        | Dania      | Astana-Premier Tech    | + 1' 15"    |
| 6. | Michael Woods         | Kanada     | Israel Start-Up Nation | + 3' 10"    |
| 7. | Domenico Pozzovivo    | Włochy     | Qhubeka Assos          | + 3' 16"    |
| 8. | Sam Oomen             | Holandia   | Jumbo-Visma            | + 3' 39"    |
| 9. | Rui Costa             | Portugalia | UAE Team Emirates      | + 3' 43"    |
| 10. | Esteban Chaves        | Kolumbia   | BikeExchange           | + 4' 29"    |

### Etap 8
| Andermatt - Andermatt | górski | (160 km) |

| \| Klasyfikacja etapu \| Klasyfikacja etapu \| Klasyfikacja etapu \| Klasyfikacja etapu \| Klasyfikacja etapu \| \| Kolarz \| Kolarz \| Państwo \| Drużyna \| Czas \| \| ------------------ \| --------------------- \| ------------------ \| ---------------------- \| ------------------ \| \| 1. \| Gino Mäder \| Szwajcaria \| Bahrain Victorious \| 4h 06' 25" \| \| 2. \| Michael Woods \| Kanada \| Israel Start-Up Nation \| + 0" \| \| 3. \| Mattia Cattaneo \| Włochy \| Deceuninck-Quick Step \| + 9" \| \| 4. \| Edward Dunbar \| Irlandia \| Ineos Grenadiers \| + 9" \| \| 5. \| Richard Carapaz \| Ekwador \| Ineos Grenadiers \| + 9" \| \| 6. \| Rui Costa \| Portugalia \| UAE Team Emirates \| + 9" \| \| 7. \| Rigoberto Urán \| Kolumbia \| EF Education-Nippo \| + 9" \| \| 8. \| Domenico Pozzovivo \| Włochy \| Qhubeka Assos \| + 9" \| \| 9. \| Jakob Fuglsang \| Dania \| Astana-Premier Tech \| + 9" \| \| 10. \| Maximilian Schachmann \| Niemcy \| Bora-Hansgrohe \| + 21" \| |                       |            |                        |            |
| |                       |            |                        |            |
| Źródło: ProCyclingStats |                       |            |                        |            |
| Klasyfikacja etapu |                       |            |                        |            |
| Kolarz | Kolarz                | Państwo    | Drużyna                | Czas       |
| 1. | Gino Mäder            | Szwajcaria | Bahrain Victorious     | 4h 06' 25" |
| 2. | Michael Woods         | Kanada     | Israel Start-Up Nation | + 0"       |
| 3. | Mattia Cattaneo       | Włochy     | Deceuninck-Quick Step  | + 9"       |
| 4. | Edward Dunbar         | Irlandia   | Ineos Grenadiers       | + 9"       |
| 5. | Richard Carapaz       | Ekwador    | Ineos Grenadiers       | + 9"       |
| 6. | Rui Costa             | Portugalia | UAE Team Emirates      | + 9"       |
| 7. | Rigoberto Urán        | Kolumbia   | EF Education-Nippo     | + 9"       |
| 8. | Domenico Pozzovivo    | Włochy     | Qhubeka Assos          | + 9"       |
| 9. | Jakob Fuglsang        | Dania      | Astana-Premier Tech    | + 9"       |
| 10. | Maximilian Schachmann | Niemcy     | Bora-Hansgrohe         | + 21"      |

## Klasyfikacje

### Klasyfikacja generalna
| \| Klasyfikacja generalna \| Klasyfikacja generalna \| Klasyfikacja generalna \| Klasyfikacja generalna \| Klasyfikacja generalna \| \| Kolarz \| Kolarz \| Państwo \| Drużyna \| Czas \| \| ---------------------- \| ---------------------- \| ---------------------- \| ---------------------- \| ---------------------- \| \| 1. \| Richard Carapaz \| Ekwador \| Ineos Grenadiers \| 24h 44' 01" \| \| 2. \| Rigoberto Urán \| Kolumbia \| EF Education-Nippo \| + 17" \| \| 3. \| Jakob Fuglsang \| Dania \| Astana-Premier Tech \| + 1' 15" \| \| 4. \| Maximilian Schachmann \| Niemcy \| Bora-Hansgrohe \| + 1' 19" \| \| 5. \| Michael Woods \| Kanada \| Israel Start-Up Nation \| + 2' 55" \| \| 6. \| Domenico Pozzovivo \| Włochy \| Qhubeka Assos \| + 3' 16" \| \| 7. \| Rui Costa \| Portugalia \| UAE Team Emirates \| + 3' 43" \| \| 8. \| Sam Oomen \| Holandia \| Jumbo-Visma \| + 4' 16" \| \| 9. \| Mattia Cattaneo \| Włochy \| Deceuninck-Quick Step \| + 4' 39" \| \| 10. \| Esteban Chaves \| Kolumbia \| BikeExchange \| + 5' 33" \| |                       |            |                        |             |
| |                       |            |                        |             |
| Źródło: ProCyclingStats |                       |            |                        |             |
| Klasyfikacja generalna |                       |            |                        |             |
| Kolarz | Kolarz                | Państwo    | Drużyna                | Czas        |
| 1. | Richard Carapaz       | Ekwador    | Ineos Grenadiers       | 24h 44' 01" |
| 2. | Rigoberto Urán        | Kolumbia   | EF Education-Nippo     | + 17"       |
| 3. | Jakob Fuglsang        | Dania      | Astana-Premier Tech    | + 1' 15"    |
| 4. | Maximilian Schachmann | Niemcy     | Bora-Hansgrohe         | + 1' 19"    |
| 5. | Michael Woods         | Kanada     | Israel Start-Up Nation | + 2' 55"    |
| 6. | Domenico Pozzovivo    | Włochy     | Qhubeka Assos          | + 3' 16"    |
| 7. | Rui Costa             | Portugalia | UAE Team Emirates      | + 3' 43"    |
| 8. | Sam Oomen             | Holandia   | Jumbo-Visma            | + 4' 16"    |
| 9. | Mattia Cattaneo       | Włochy     | Deceuninck-Quick Step  | + 4' 39"    |
| 10. | Esteban Chaves        | Kolumbia   | BikeExchange           | + 5' 33"    |

| Klasyfikacja punktowa | Klasyfikacja punktowa | Klasyfikacja punktowa | Klasyfikacja punktowa  | Klasyfikacja punktowa |
| Kolarz                | Kolarz                | Państwo               | Drużyna                | Punkty                |
| --------------------- | --------------------- | --------------------- | ---------------------- | --------------------- |
| 1.                    | Stefan Bissegger      | Szwajcaria            | EF Education-Nippo     | 21 pkt                |
| 2.                    | Mattia Cattaneo       | Włochy                | Deceuninck-Quick Step  | 20 pkt                |
| 3.                    | Richard Carapaz       | Ekwador               | Ineos Grenadiers       | 18 pkt                |
| 4.                    | Gino Mäder            | Szwajcaria            | Bahrain Victorious     | 18 pkt                |
| 5.                    | Stefan Küng           | Szwajcaria            | Groupama-FDJ           | 16 pkt                |
| 6.                    | Claudio Imhof         | Szwajcaria            |                        | 16 pkt                |
| 7.                    | Michael Woods         | Kanada                | Israel Start-Up Nation | 15 pkt                |
| 8.                    | Rigoberto Urán        | Kolumbia              | EF Education-Nippo     | 14 pkt                |
| 9.                    | Andreas Kron          | Dania                 | Lotto-Soudal           | 14 pkt                |
| 10.                   | Joseph Rosskopf       | Stany Zjednoczone     | Rally Cycling          | 12 pkt                |

| Klasyfikacja punktowa | Klasyfikacja punktowa | Klasyfikacja punktowa | Klasyfikacja punktowa  | Klasyfikacja punktowa |
| Kolarz                | Kolarz                | Państwo               | Drużyna                | Punkty                |
| --------------------- | --------------------- | --------------------- | ---------------------- | --------------------- |
| 1.                    | Stefan Bissegger      | Szwajcaria            | EF Education-Nippo     | 21 pkt                |
| 2.                    | Mattia Cattaneo       | Włochy                | Deceuninck-Quick Step  | 20 pkt                |
| 3.                    | Richard Carapaz       | Ekwador               | Ineos Grenadiers       | 18 pkt                |
| 4.                    | Gino Mäder            | Szwajcaria            | Bahrain Victorious     | 18 pkt                |
| 5.                    | Stefan Küng           | Szwajcaria            | Groupama-FDJ           | 16 pkt                |
| 6.                    | Claudio Imhof         | Szwajcaria            |                        | 16 pkt                |
| 7.                    | Michael Woods         | Kanada                | Israel Start-Up Nation | 15 pkt                |
| 8.                    | Rigoberto Urán        | Kolumbia              | EF Education-Nippo     | 14 pkt                |
| 9.                    | Andreas Kron          | Dania                 | Lotto-Soudal           | 14 pkt                |
| 10.                   | Joseph Rosskopf       | Stany Zjednoczone     | Rally Cycling          | 12 pkt                |

| Klasyfikacja górska | Klasyfikacja górska | Klasyfikacja górska | Klasyfikacja górska    | Klasyfikacja górska |
| Kolarz              | Kolarz              | Państwo             | Drużyna                | Punkty              |
| ------------------- | ------------------- | ------------------- | ---------------------- | ------------------- |
| 1.                  | Michael Woods       | Kanada              | Israel Start-Up Nation | 29 pkt              |
| 2.                  | David de la Cruz    | Hiszpania           | UAE Team Emirates      | 29 pkt              |
| 3.                  | Sergio Samitier     | Hiszpania           | Movistar Team          | 29 pkt              |
| 4.                  | Antonio Nibali      | Włochy              | Trek-Segafredo         | 28 pkt              |
| 5.                  | Wout Poels          | Holandia            | Bahrain Victorious     | 24 pkt              |
| 6.                  | Gino Mäder          | Szwajcaria          | Bahrain Victorious     | 19 pkt              |
| 7.                  | Rigoberto Urán      | Kolumbia            | EF Education-Nippo     | 16 pkt              |
| 8.                  | Mattia Cattaneo     | Włochy              | Deceuninck-Quick Step  | 16 pkt              |
| 9.                  | Gavin Mannion       | Stany Zjednoczone   | Rally Cycling          | 14 pkt              |
| 10.                 | Jakob Fuglsang      | Dania               | Astana-Premier Tech    | 14 pkt              |

| Klasyfikacja górska | Klasyfikacja górska | Klasyfikacja górska | Klasyfikacja górska    | Klasyfikacja górska |
| Kolarz              | Kolarz              | Państwo             | Drużyna                | Punkty              |
| ------------------- | ------------------- | ------------------- | ---------------------- | ------------------- |
| 1.                  | Michael Woods       | Kanada              | Israel Start-Up Nation | 29 pkt              |
| 2.                  | David de la Cruz    | Hiszpania           | UAE Team Emirates      | 29 pkt              |
| 3.                  | Sergio Samitier     | Hiszpania           | Movistar Team          | 29 pkt              |
| 4.                  | Antonio Nibali      | Włochy              | Trek-Segafredo         | 28 pkt              |
| 5.                  | Wout Poels          | Holandia            | Bahrain Victorious     | 24 pkt              |
| 6.                  | Gino Mäder          | Szwajcaria          | Bahrain Victorious     | 19 pkt              |
| 7.                  | Rigoberto Urán      | Kolumbia            | EF Education-Nippo     | 16 pkt              |
| 8.                  | Mattia Cattaneo     | Włochy              | Deceuninck-Quick Step  | 16 pkt              |
| 9.                  | Gavin Mannion       | Stany Zjednoczone   | Rally Cycling          | 14 pkt              |
| 10.                 | Jakob Fuglsang      | Dania               | Astana-Premier Tech    | 14 pkt              |

| Klasyfikacja młodzieżowa | Klasyfikacja młodzieżowa | Klasyfikacja młodzieżowa | Klasyfikacja młodzieżowa | Klasyfikacja młodzieżowa |
| Kolarz                   | Kolarz                   | Państwo                  | Drużyna                  | Czas                     |
| ------------------------ | ------------------------ | ------------------------ | ------------------------ | ------------------------ |
| 1.                       | Edward Dunbar            | Irlandia                 | Ineos Grenadiers         | 24h 50' 16"              |
| 2.                       | Neilson Powless          | Stany Zjednoczone        | EF Education-Nippo       | + 1' 39"                 |
| 3.                       | Andreas Kron             | Dania                    | Lotto-Soudal             | + 7' 26"                 |
| 4.                       | Andreas Leknessund       | Norwegia                 | Team DSM                 | + 11' 12"                |
| 5.                       | Stefan de Bod            | Południowa Afryka        | Astana-Premier Tech      | + 12' 03"                |
| 6.                       | Gino Mäder               | Szwajcaria               | Bahrain Victorious       | + 15' 06"                |
| 7.                       | Gijs Leemreize           | Holandia                 | Jumbo-Visma              | + 15' 20"                |
| 8.                       | Marc Hirschi             | Szwajcaria               | UAE Team Emirates        | + 22' 47"                |
| 9.                       | Cristian Camilo Muñoz    | Kolumbia                 | UAE Team Emirates        | + 23' 46"                |
| 10.                      | Stephen Williams         | Wielka Brytania          | Bahrain Victorious       | + 28' 52"                |

| Klasyfikacja młodzieżowa | Klasyfikacja młodzieżowa | Klasyfikacja młodzieżowa | Klasyfikacja młodzieżowa | Klasyfikacja młodzieżowa |
| Kolarz                   | Kolarz                   | Państwo                  | Drużyna                  | Czas                     |
| ------------------------ | ------------------------ | ------------------------ | ------------------------ | ------------------------ |
| 1.                       | Edward Dunbar            | Irlandia                 | Ineos Grenadiers         | 24h 50' 16"              |
| 2.                       | Neilson Powless          | Stany Zjednoczone        | EF Education-Nippo       | + 1' 39"                 |
| 3.                       | Andreas Kron             | Dania                    | Lotto-Soudal             | + 7' 26"                 |
| 4.                       | Andreas Leknessund       | Norwegia                 | Team DSM                 | + 11' 12"                |
| 5.                       | Stefan de Bod            | Południowa Afryka        | Astana-Premier Tech      | + 12' 03"                |
| 6.                       | Gino Mäder               | Szwajcaria               | Bahrain Victorious       | + 15' 06"                |
| 7.                       | Gijs Leemreize           | Holandia                 | Jumbo-Visma              | + 15' 20"                |
| 8.                       | Marc Hirschi             | Szwajcaria               | UAE Team Emirates        | + 22' 47"                |
| 9.                       | Cristian Camilo Muñoz    | Kolumbia                 | UAE Team Emirates        | + 23' 46"                |
| 10.                      | Stephen Williams         | Wielka Brytania          | Bahrain Victorious       | + 28' 52"                |

| Klasyfikacja drużynowa | Klasyfikacja drużynowa | Klasyfikacja drużynowa       | Klasyfikacja drużynowa |
| Drużyna                | Drużyna                | Państwo                      | Czas                   |
| ---------------------- | ---------------------- | ---------------------------- | ---------------------- |
| 1.                     | Jumbo-Visma            | Holandia                     | 62h 00' 10"            |
| 2.                     | Bahrain Victorious     | Bahrajn                      | + 1' 07"               |
| 3.                     | Astana-Premier Tech    | Kazachstan                   | + 1' 51"               |
| 4.                     | Ineos Grenadiers       | Wielka Brytania              | + 3' 16"               |
| 5.                     | EF Education-Nippo     | Stany Zjednoczone            | + 11' 31"              |
| 6.                     | Deceuninck-Quick Step  | Belgia                       | + 14' 45"              |
| 7.                     | UAE Team Emirates      | Zjednoczone Emiraty Arabskie | + 15' 05"              |
| 8.                     | Team DSM               | Niemcy                       | + 18' 03"              |
| 9.                     | Total Direct Énergie   | Francja                      | + 18' 05"              |
| 10.                    | Movistar Team          | Hiszpania                    | + 18' 47"              |

| Klasyfikacja drużynowa | Klasyfikacja drużynowa | Klasyfikacja drużynowa       | Klasyfikacja drużynowa |
| Drużyna                | Drużyna                | Państwo                      | Czas                   |
| ---------------------- | ---------------------- | ---------------------------- | ---------------------- |
| 1.                     | Jumbo-Visma            | Holandia                     | 62h 00' 10"            |
| 2.                     | Bahrain Victorious     | Bahrajn                      | + 1' 07"               |
| 3.                     | Astana-Premier Tech    | Kazachstan                   | + 1' 51"               |
| 4.                     | Ineos Grenadiers       | Wielka Brytania              | + 3' 16"               |
| 5.                     | EF Education-Nippo     | Stany Zjednoczone            | + 11' 31"              |
| 6.                     | Deceuninck-Quick Step  | Belgia                       | + 14' 45"              |
| 7.                     | UAE Team Emirates      | Zjednoczone Emiraty Arabskie | + 15' 05"              |
| 8.                     | Team DSM               | Niemcy                       | + 18' 03"              |
| 9.                     | Total Direct Énergie   | Francja                      | + 18' 05"              |
| 10.                    | Movistar Team          | Hiszpania                    | + 18' 47"              |

### Liderzy klasyfikacji
| Etap   |                                     | Pierwsze miejsce _   | Klasyfikacja generalna | Punktowa             | Górska            | Młodzieżowa        | Drużynowa _           |
| ------ | ----------------------------------- | -------------------- | ---------------------- | -------------------- | ----------------- | ------------------ | --------------------- |
| 1      | jazda indywidualna na czas          | Stefan Küng          | Stefan Küng            | Stefan Küng          | nie przyznano     | Stefan Bissegger   | EF Education-Nippo    |
| 2      | pagórkowaty                         | Mathieu van der Poel | Stefan Küng            | Stefan Küng          | Tom Bohli         | Neilson Powless    | Deceuninck-Quick Step |
| 3      | pagórkowaty                         | Mathieu van der Poel | Mathieu van der Poel   | Mathieu van der Poel | Nickolas Zukowsky | Neilson Powless    | Deceuninck-Quick Step |
| 4      | pagórkowaty                         | Stefan Bissegger     | Mathieu van der Poel   | Mathieu van der Poel | Nickolas Zukowsky | Neilson Powless    | EF Education-Nippo    |
| 5      | górski                              | Richard Carapaz      | Richard Carapaz        | Mathieu van der Poel | Esteban Chaves    | Lucas Hamilton     | Deceuninck-Quick Step |
| 6      | górski                              | Andreas Kron         | Richard Carapaz        | Stefan Bissegger     | Antonio Nibali    | Andreas Leknessund | Deceuninck-Quick Step |
| 7      | jazda indywidualna na czas pod górę | Rigoberto Urán       | Richard Carapaz        | Stefan Bissegger     | Antonio Nibali    | Andreas Leknessund | Deceuninck-Quick Step |
| 8      | górski                              | Gino Mäder           | Richard Carapaz        | Stefan Bissegger     | Michael Woods     | Edward Dunbar      | Jumbo-Visma           |
| Koniec | Koniec                              |                      | Richard Carapaz        | Stefan Bissegger     | Michael Woods     | Edward Dunbar      | Jumbo-Visma           |